# Deng Yaping
Deng Yaping (chinesisch 鄧亞萍 / 邓亚萍, Pinyin Dèng Yàpíng, * 5. Februar 1973 in Zhengzhou, Provinz Henan) ist eine ehemalige chinesische Tischtennisspielerin. Sie wurde dreimal Weltmeisterin im Einzel, insgesamt gewann sie bei Weltmeisterschaften neun Goldmedaillen. Viermal wurde sie Olympiasiegerin.

## Werdegang
Deng Yapings Vater Deng Dasong war Mitte der 1950er Jahre Meister der sechs südlichen Provinzen Chinas. Als Fünfjährige führte er seine Tochter zum Tischtennis. 1986 gewann sie die Meisterschaft Chinas im Doppel mit Li Qi. 1988 siegte sie bei den Asiatischen Meisterschaften. Daraufhin wurde sie für die Nationalmannschaft nominiert. Ein Jahr später nahm sie erstmals an einer WM teil, wo sie im Einzel bis ins Achtelfinale gelangte und im Doppel die bisher (Juni 2023) jüngste DoppelwWeltmeisterin wurde (Alter: 16 Jahre, 63 Tage). Auch mit dem Gewinn im Einzel bei der WM 1991 wurde sie bisher (Juni 2023) die jüngste Einzelweltmeisterin (Alter: 18 Jahre, 90 Tage). 1997 wurde sie in die Athletenkommission des IOC berufen.
1997 trat sie vom Leistungssport zurück, als sie in das Internationale Olympische Komitee gewählt wurde.
Deng Yaping ist Rechtshänderin und Konterspielerin und hält den Schläger im Shakehand-Stil. Sie ist 1,49 m groß.

## Erfolge
- Teilnahme an fünf Tischtennisweltmeisterschaften
  - WM 1989: Gold im Doppel mit Qiao Hong
  - WM 1991: Silber mit Damenmannschaft, Gold im Einzel, Silber im Doppel mit Qiao Hong
  - WM 1993: Gold mit Damenmannschaft, Silber im Doppel mit Qiao Hong
  - WM 1995: Gold mit Damenmannschaft, Gold im Einzel, Gold im Doppel mit Qiao Hong, Silber im Mixed mit Kong Linghui
  - WM 1997: Gold mit Damenmannschaft, Gold im Einzel, Gold im Doppel mit Yang Ying, Silber im Mixed mit Kong Linghui

- Teilnahme an zwei Olympischen Spielen
  - OL 1992: Gold im Einzel, Gold im Doppel mit Qiao Hong
  - OL 1996: Gold im Einzel, Gold im Doppel mit Qiao Hong

## Nach Ende der Sportkarriere
Deng Yaping ist Mitglied der kommunistischen Partei Chinas. In Nottingham studierte sie bis 2002 die Geschichte Chinas und schloss mit dem Master-Titel ab. Im November 2008 promovierte sie an der Cambridge-Universität im Bereich Wirtschaftswissenschaft. 2010 wurde sie Geschäftsführerin der nicht erfolgreichen Suchmaschine Volkssuche, seit Ende 2015 ist sie Gastprofessorin an der Chinesischen Universität für Politikwissenschaft und Recht in Peking.

## Turnierergebnisse
Quelle: ITTF-Datenbank
| Verband | Veranstaltung           | Jahr | Ort                    | Land | Einzel     | Doppel     | Mixed         | Team |
| ------- | ----------------------- | ---- | ---------------------- | ---- | ---------- | ---------- | ------------- | ---- |
| CHN     | Asienmeisterschaft ATTU | 1994 | Tianjin                | CHN  | Gold       | Silber     | Gold          | 1    |
| CHN     | Asian Cup               | 1992 | Hong Kong              | HKG  | 1          |            |               |      |
| CHN     | Asian Cup               | 1991 | Dhaka                  | BAN  | 2          |            |               |      |
| CHN     | Asian Cup               | 1988 | Manila                 | PHI  | 1          |            |               |      |
| CHN     | Asienspiele             | 1994 | Hiroshima              | JPN  | Silber     | Silber     | Gold          | 1    |
| CHN     | Asienspiele             | 1990 | Peking                 | CHN  | Gold       | Silber     | Gold          | 1    |
| CHN     | ASIA-TOP8               | 1993 | Huangshi City          | CHN  | 1          |            |               |      |
| CHN     | Olympische Spiele       | 1996 | Atlanta                | USA  | Gold       | Gold       |               |      |
| CHN     | Olympische Spiele       | 1992 | Barcelona              | ESP  | Gold       | Gold       |               |      |
| CHN     | Pro Tour                | 1997 | Ipoh                   | MAS  | Gold       | Silber     |               |      |
| CHN     | Pro Tour                | 1997 | Melbourne              | AUS  | Gold       | Gold       |               |      |
| CHN     | Pro Tour                | 1996 | Boras                  | SWE  | Gold       | Gold       |               |      |
| CHN     | Pro Tour                | 1996 | Lyon                   | FRA  | Gold       | Gold       |               |      |
| CHN     | Pro Tour                | 1996 | Xi’an                  | CHN  | Halbfinale | Halbfinale |               |      |
| CHN     | Pro Tour Grand Finals   | 1996 | Tian Jin               | CHN  | Gold       | Gold       |               |      |
| CHN     | Weltmeisterschaft       | 1997 | Manchester             | ENG  | Gold       | Gold       | Silber        | 1    |
| CHN     | Weltmeisterschaft       | 1995 | Tianjin                | CHN  | Gold       | Gold       | Silber        | 1    |
| CHN     | Weltmeisterschaft       | 1993 | Göteborg               | SWE  | letzte 32  | Silber     | Viertelfinale | 1    |
| CHN     | Weltmeisterschaft       | 1991 | Chiba City             | JPN  | Gold       | Silber     | Viertelfinale | 2    |
| CHN     | Weltmeisterschaft       | 1989 | Dortmund               | FRG  | letzte 16  | Gold       | letzte 32     |      |
| CHN     | World Cup               | 1996 | Hong Kong              | HKG  | Gold       |            |               |      |
| CHN     | World Doubles Cup       | 1992 | Las Vegas              | USA  |            | Gold       |               |      |
| CHN     | World Doubles Cup       | 1990 | Seoul                  | KOR  |            | Halbfinale |               |      |
| CHN     | WTC-World Team Cup      | 1995 | Atlanta                | USA  |            |            |               | 1    |
| CHN     | WTC-World Team Cup      | 1991 | Barcelona              | ESP  |            |            |               | 1    |
| CHN     | WTC-World Team Cup      | 1990 | Hokkaido, Aomori, Niig | JPN  |            |            |               | 1    |